# Лісхоз 5-й
Лісхоз 5-й (рос. Лесхоз 5-й) — селище у Ленінському районі Волгоградської області Російської Федерації.
Населення становить 6 осіб. Входить до складу муніципального утворення Каршевитське сільське поселення.

## Історія
Селище розташоване у межах українського історичного та культурного регіону Жовтий Клин.
Згідно із законом від 14 лютого 2005 року № 1004-ОД органом місцевого самоврядування є Каршевитське сільське поселення.

## Населення
| 2010 |
| ---- |
| 6    |